# Ricos de Amor (filme)
Ricos de Amor é um filme de comédia romântica brasileiro de 2020, dirigido por Bruno Garotti e Anita Barbosa, escrito por Bruno Garotti e Sylvio Gonçalves e estrelado por Danilo Mesquita, Giovanna Lancellotti e Fernanda Paes Leme.

## Sinopse
Filho do milionário Teodoro (Ernani Moraes), Teto (Danilo Mesquita) é conhecido como "O Rei do Tomate". Em breve ele herdará a bem sucedida fábrica de tomates de seu pai, mas percebe que sua vida está se tornando um grande rebuliço quando conhece Paula (Giovanna Lancellotti), uma jovem decidida que luta pela sua independência e estuda para ser médica. Com medo da reação de Paula a respeito de sua vida econômica, Teto esconde suas raízes e finge ser de origem humilde. Entretanto, essa mentira dá início a uma série de desentendimentos e confusões.[carece de fontes?]

## Elenco
- Danilo Mesquita como Teodoro "Teto" Trancoso Neto
- Giovanna Lancellotti como Paula
- Fernanda Paes Leme como Alana
- Jaffar Bambirra como Igor Souza
- Lellê como Monique
- Ernani Moraes como Teodoro Trancoso
- Bruna Griphao como Raissa
- Jennifer Dias como Katia
- Gillray Coutinho como Célio Porto
- Caio Paduan como Dr. Victor
- Thaíssa Carvalho como Fernanda
- Marco Antonio de Carvalho como Brutamontes
- Ricardo Ferreira como Taxista
- Bárbara Maia como Selma
- Oscar Calixto como Zé

## Lançamento
O filme foi lançado em 30 de abril de 2020.

## Recepção
Para Julia Sabbaga, Ricos de Amor é um filme longo e incoerente. Escrevendo para o website Omelete, ela disse que o filme "tem um encerramento fácil demais, algo surpreendente para um filme demasiadamente longo. A conclusão não tem embasamento na jornada pela qual seus protagonistas passaram e a união do casal nem se concretiza pela redenção de Teto, o que torna toda experiência contestável."
Martinho Neto, escrevendo para o website Cinema com Rapadura, disse: "O filme não inova tanto, também não é o próximo clássico cult, apenas é divertido (bingo!) e fornece uma bonita mensagem no final, que funciona ainda mais em momentos quando precisamos renovar nossa fé nas pessoas. Faltou alguma coisa? Ah, claro. Vale muito a pena assistir Ricos de Amor, especialmente se você for fã desse gênero tão amado das comédias românticas!"

## Sequência
Em 13 de abril de 2022, a Netflix confirmou a produção de uma sequência para o filme, sob o título de Ricos de Amor 2, trazendo novamente Giovanna Lancelotti e Danilo Mesquita como o casal principal.